# گزاره (فیلم ۲۰۰۵)
گزاره یا پیشنهاد (به انگلیسی: The Proposition) فیلمی وسترن به کارگردانی جان هیلکات و نویسندگی نیک کیو است. گای پیرس، ری وینستون، امیلی واتسون، جان هرت، دنس هاستون و دیوید ونهام از بازیگران این فیلم هستند. تولید این فیلم در سال ۲۰۰۴ پایان یافت و در سال ۲۰۰۵ در استرالیا و در ۲۰۰۶ در آمریکا اکران شد.
فیلم جایزه بهترین فیلم‌نامه را از جشنواره فیلم ونیز به‌دست آورد. همچنین جایزه بهترین بازیگر نقش مکمل را از انجمن منتقدان فیلم سن دیگو برنده شد.
نسخه بلو-ری فیلم در ۱۹ اوت ۲۰۰۸ منتشر شد.